# Gomphrena nitida
Gomphrena nitida là loài thực vật có hoa thuộc họ Dền. Loài này được Rothr. mô tả khoa học đầu tiên năm 1878.